# Bundesgartenschau 2025

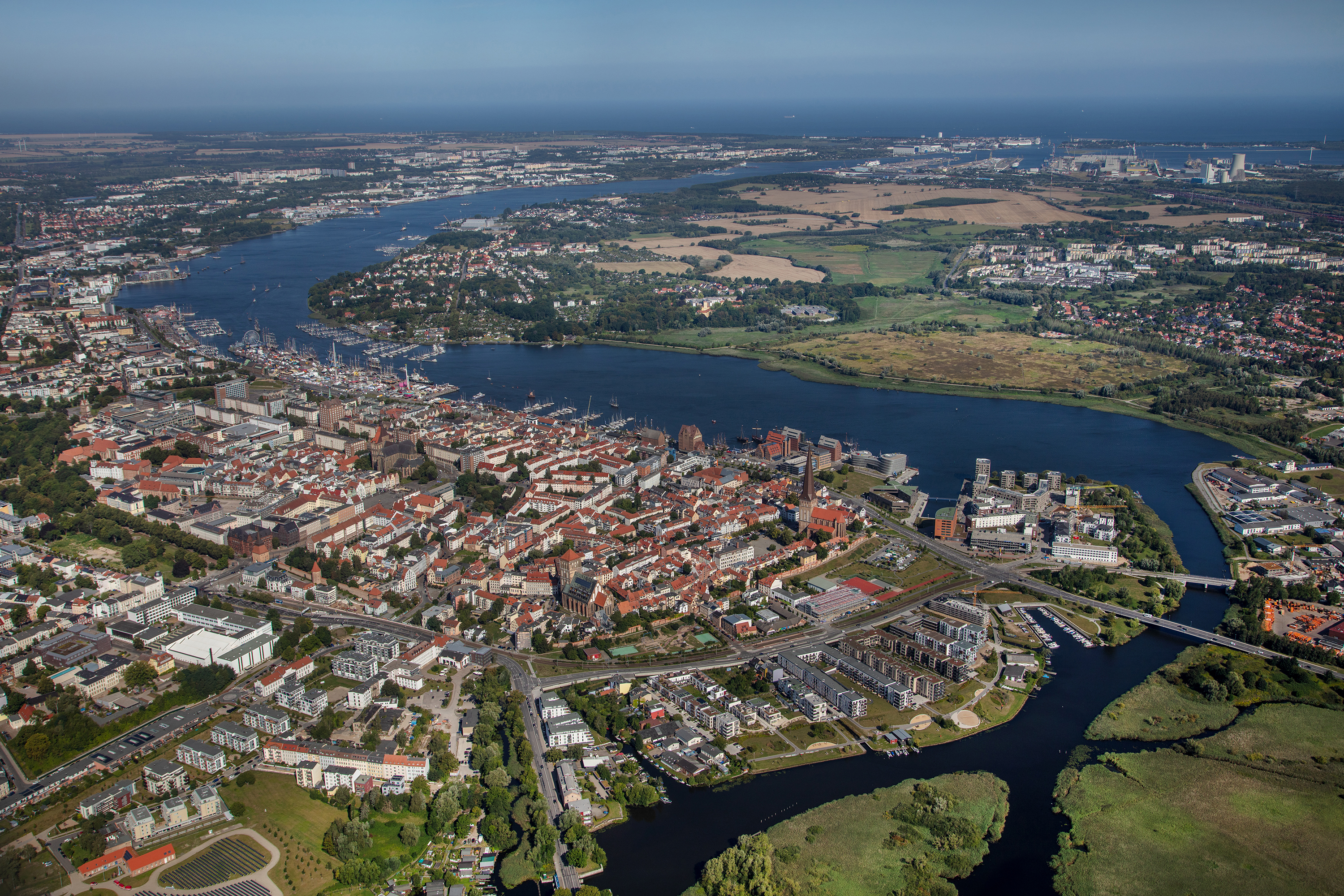
Unterwarnow zwischen Rostocker Stadtmitte, Gehlsdorf und Dierkow (2019)

Die Bundesgartenschau 2025 sollte in Rostock in Mecklenburg-Vorpommern stattfinden. Standorte sollten das Zentrum Rostocks im Stadthafen, das gegenüberliegende Warnowufer in Gehlsdorf und der Osthafen sein.
Die Bürgerschaft der Stadt Rostock beschloss am 22. Juni 2022, die Bundesgartenschau 2025 abzusagen, da die geplanten Baumaßnahmen nicht rechtzeitig im geplanten Kostenrahmen umzusetzen seien. Es ist die erste Absage in der 70-jährigen Geschichte der Bundesgartenschau.

## Bewerbung Rostocks
Um die Austragung der BUGA 2025 hatten sich ursprünglich auch Wuppertal und die Landeshauptstadt Schwerin beworben. Die Schweriner Bewerbung scheiterte an fehlenden Finanzzusagen der Landesregierung. Der Wuppertaler Stadtrat entschied im Juli 2018, die Bewerbung für 2025 zurückzuziehen und ein anderes Jahr anzupeilen.
Oberbürgermeister Roland Methling reichte Ende Juli 2018 die offizielle Rostocker Bewerbung ein; die Stadt bekam Ende August 2018 den Zuschlag.

### Konzept
Mit der BUGA sollte das sogenannte „Rostocker Oval“ um die Unterwarnow am Stadthafen in der Stadtmitte, in Dierkow und in Gehlsdorf städtebaulich erschlossen werden. Ein Berliner Planungsbüro hatte für die Bewerbung ein Konzept ausgearbeitet und dafür mehrfach die Rostocker Bürger befragt.
Mit der BUGA sollten große Investitionen in Rostock ausgelöst werden; sie sollte mit der Umsetzung  weitere Großvorhaben verknüpft werden. Teil der Planungen waren Neubauten für das Volkstheater, um den lange gerungen wurde, sowie für das Archäologische Landesmuseum, die beide im Stadthafen angesiedelt werden sollten. Eine Warnow-Brücke für Fußgänger und Radfahrer soll den Stadthafen und das Gehlsdorfer Ufer nördlich der Warnow miteinander verbinden. Die Hauptverkehrsader Am Strande, die meist befahrene Straße Mecklenburg-Vorpommerns, die den Stadthafen bisher von der Nördlichen Altstadt trennt, sollte tiefergelegt und gedeckelt werden. In Dierkow sollte eine ehemalige Deponie entwickelt werden, im Rostocker Osten sollte ein neuer Stadtpark entstehen. Geplant war außerdem die Errichtung einer Markthalle. Am 23. Oktober 2020 beschloss die Rostocker Bürgerschaft mehrheitlich  in einem Leitentscheid ein Konzept. Die Partei Die Linke und Teile der SPD stimmten dagegen, weil die Buga 2025 in Rostock als kaum finanzierbar, undemokratisch, unsozial und unökologisch bewertet wurde.

### Kosten und Finanzierung
Die Kosten für die Gartenschau sollten sich auf mehr als einhundert Millionen Euro belaufen, von denen die Kosten für die Buga selbst nur einen kleineren Teil ausmachen sollten. Der größere Teil wäre auf städtebauliche Infrastrukturprojekte, die teilweise ohnehin geplant sind – etwa den Neubau des Volkstheaters oder die Fußgängerbrücke – oder ohne die BUGA kaum finanzierbar wären wie die Tieferlegung und Deckelung der Straße Am Strande oder die Errichtung des Archäologischen Landesmuseums, entfallen.
Etwa die Hälfte der benötigten Mittel sollten als Förderung vom Bund kommen. Auch die Landesregierung Mecklenburg-Vorpommern hatte ihre finanzielle Unterstützung grundsätzlich zugesagt.

### Erfahrungen mit der Internationalen Gartenbauausstellung 2003
Rostock hatte bereits die Internationale Gartenbauausstellung 2003 ausgerichtet. Als Standort waren Brachflächen in Schmarl gewählt worden. Diese boten den Planern die Chance, das nordwestliche Plattenbauviertel aufzuwerten.
Der Bau und die Gestaltung des IGA-Geländes dauerte sechs Jahre und kostete 62 Millionen Euro, hinzu kamen 32 Millionen Euro für den Bau des Messezentrums. Die Finanzierung erfolgte durch die Hansestadt Rostock und das Land Mecklenburg-Vorpommern sowie den Bund. Die Veranstaltung zog 2,6 Millionen Besucher an. Das Defizit der IGA lag schließlich bei 20 Millionen Euro.
Kritisiert wurde die Nachnutzung des Geländes: Die Randlage und die schlechte Verkehrsanbindung stellten sich als problematisch heraus, der Besuch des IGA-Parks war bis 2019 nur gegen Eintrittsgeld möglich, die Messehalle weist keine kostendeckende Weiternutzung auf.

## Alternativen nach der Absage Rostocks
Nach der Absage von Rostock hat eine Gruppe von Berliner Bürgern eine Petition gestartet, die Bundesgartenschau nach Marzahn-Hellersdorf zu holen, wo sich schon die Gärten der Welt am ehemaligen IGA-Standort von 2017 befinden.
Auch Erfurt, Ausrichter der Bundesgartenschau 2021, bekundete Interesse, an Stelle Rostocks einzuspringen, angedacht war hierfür das Jahr 2026. Der Stadtrat entschied sich jedoch gegen eine Ausrichtung.